# Jaderná elektrárna Šiga
Jaderná elektrárna Šiga (japonsky 志賀原子力発電所) je provozní jaderná elektrárna v Japonsku. Leží poblíž města Šiga v prefektuře Šiga. Je vlastněna a provozována společností Hokuriku Electric Power Company. Jaderná elektrárna je dočasně mimo provoz od roku 2011 po událostech v jaderné elektrárně Fukušima-Daiichi.

## Historie a technické informace
Plán na výstavbu jaderné elektrárny v této lokalitě byl předložen společností Hokuriku Electric Power Company 1. dubna 1957. V roce 1965 byl plán zahrnut do dlouhodobého plánu výstavby jaderných elektráren a místo bylo označeno jako vhodné. Později byla místo budoucí elektrárny konkretizováno na poloostrov Noto a na výběr byly 4 místa v okrese Akazumi u města Šiga. Původně byla na výběr i lokalita v okrese Fukuura, ale tamní úřady byly proti výstavbě, takže nakonec nebyla zahrnuta do případných možných míst ke stavbě. Konečné místo bylo zvoleno 13. listopadu 1967 a v roce 1970 byla elektrárna již definitivně plánem. Stavební plány se však na dlouho zastavily, protože i v Akazumě se začaly vyskytovat protichůdné názory ohledně výstavby. Koncem 80. let byly provedeny geologické průzkumy, stavba elektrárny pokročila a naplno se rozběhla v roce 1988.
Výstavba prvního bloku započala dne 1. července 1989. 7. srpna 1991 byla v prvním bloku instalována tlaková nádoba reaktoru. Síťové přifázování proběhlo dne 12. ledna 1993 a do komerčního provozu blok vstoupil dne 30. července 1993. Současně se spuštěním prvního bloku začal být plánován i blok č. 2. 27. března 1997 byl příslušnými úřady a jaderným dozorem schválen plán výstavby druhého bloku jaderné elektrárny a 10. dubna 1997 byl blok zařazen do plánu rozvoje jaderné energetiky země. Výstavba bloku oficiálně započala 20. srpna 2001. Přifázován k síti byl 4. července 2005 a komerční provoz zahájil dne 15. března 2006.

### Havárie jaderné elektrárny Fukušima-Daiichi
V reakci na havárii v jaderné elektrárně Fukušima-Daiichi způsobenou zemětřesením na pobřeží Tóhoku dne 11. března 2011 společnost Hokuriku Electric Power 18. března oznámila, že v elektrárně byly vykonány příslušná opatření. Další opatření byla oznámena 8. dubna téhož roku. Zahrnovala výstavbu 4 metry vysoké protipovodňové zdi před areálem elektrárny, instalaci čerpadel mořské vody a nasazení vozidel nouzového napájení. Oba bloky jsou od zemětřesení mimo provoz a jejich restart se plánuje po dokončení veškerých potřebných modernizačních prací.

### Zemětřesení na poloostrově Noto 2024
V důsledku zemětřesení v roce 2024 jsou některé systémy pro dodávku elektrické energie do jaderné elektrárny nepoužitelné. Elektřina pro udržení bezpečnosti elektrárny je však dodávána jinými prostředky a zařízení zůstává bezpečné.

## Informace o reaktorech
| Reaktor | Typ reaktoru | Výkon   | Výkon   | Zahájení výstavby | Připojení k síti | Uvedení do provozu | Uzavření |
| Reaktor | Typ reaktoru | Čistý   | Hrubý   | Zahájení výstavby | Připojení k síti | Uvedení do provozu | Uzavření |
| ------- | ------------ | ------- | ------- | ----------------- | ---------------- | ------------------ | -------- |
| Šiga-1  | BWR-5        | 505 MW  | 540 MW  | 1. 7. 1989        | 12. 1. 1993      | 30. 7. 1993        |          |
| Šiga-2  | ABWR         | 1108 MW | 1206 MW | 20. 8. 2001       | 4. 7. 2005       | 15. 3. 2006        |          |